# 茨城県道197号戸崎上稲吉線

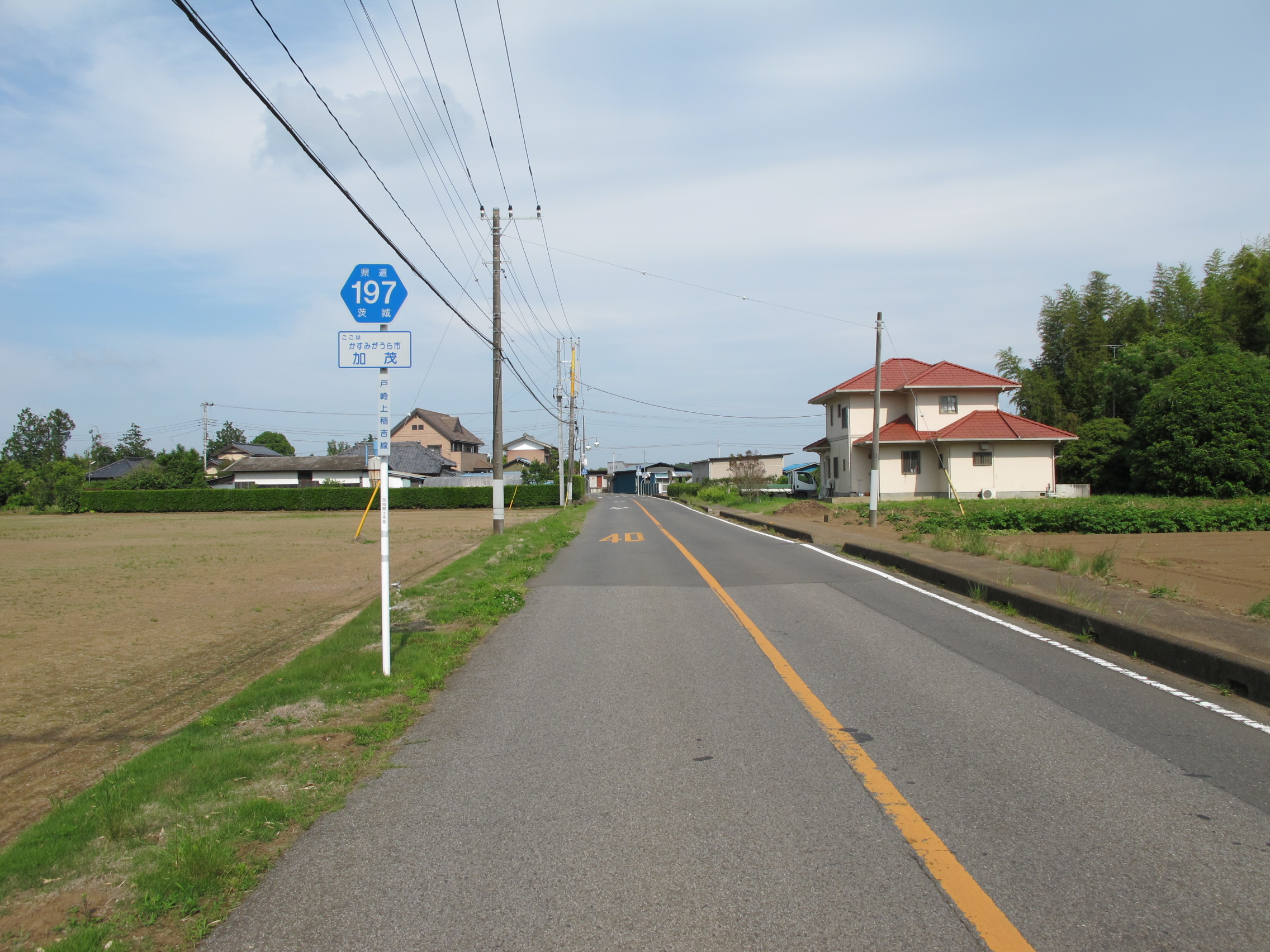
茨城県道197号戸崎上稲吉線
かすみがうら市加茂（2012年6月）

茨城県道197号戸崎上稲吉線（いばらきけんどう197ごう とざきかみいなよしせん）は、茨城県かすみがうら市内の一般県道である。

## 概要
霞ヶ浦湖岸に近い、かすみがうら市加茂（一般県道石岡田伏土浦線）を起点に、土浦市のJR常磐線神立駅前を経由して、かすみがうら市上稲吉（主要地方道土浦笠間線）を終点とする延長約13kmの路線。ルートは、かすみがうら市の中西部をほぼ南北に縦断する。

### 路線データ
- 起点：茨城県かすみがうら市加茂（茨城県道118号石岡田伏土浦線交点）[1]
- 終点：茨城県かすみがうら市上稲吉（茨城県道64号土浦笠間線交点）[1]
- 総延長：12.971 km[2]
- 重用延長：0.434 km[2]
- 未供用延長：なし[2]
- 実延長：12.537 km[2]
- 自動車交通不能区間延長[注釈 1]：なし[2]

## 歴史
1959年（昭和34年）10月14日、新たな県道として新治郡出島村大字戸崎を起点とし、新治郡千代田村大字上稲吉を終点とする区間を本路線とする県道戸崎上稲吉線として茨城県が県道路線認定した。
1995年（平成7年）に整理番号197となり現在に至る。

### 年表
- 1940年（昭和15年）11月18日：現在の路線の前身である中佐谷神立線が路線認定される。
- 1944年（昭和19年）6月14日：同じく崎浜神立線が路線認定される。
- 1959年（昭和34年）10月14日
  - 中佐谷神立線と崎浜神立線が合わさり、現在の路線が路線認定される（図面対照番号206）[3]。
  - 道路の区域は、新治郡出島村大字戸崎の県道石岡田伏土浦線分岐から新治郡千代田村大字上稲吉の県道土浦八郷線（現在の県道土浦笠間線にあたる）交点までと決定された[1]。
- 1964年（昭和39年）7月3日：車両制限令第5条1項[注釈 2]に基づく指定（路線対象番号206 戸崎上稲吉線：土浦八郷線分岐点 - 石岡田伏土浦線交点）を受ける[4]。
- 1968年（昭和43年）11月25日：新治郡千代田村大字下稲吉の狭隘路（下稲吉小 - 下稲吉交差点：872 m）を線形拡幅改良[5]。
- 1990年（平成2年）4月9日：土浦市菅谷町 - 同市白鳥町の区間（約2.4 km）を拡幅[6]。
- 1995年（平成7年）3月30日：整理番号263から現在の番号（整理番号197）に変更される[7]。
- 2001年（平成13年）3月1日：土浦市菅谷町 - 同市白鳥町の区間が、通行する車両の最大重量限度25トンの道路に指定される[8]。
- 2019年（平成31年）3月27日：土浦市白鳥町 - 同市神立東二丁目の交差点改良、市道付け替えを実施[9]。

## 重複区間
- 茨城県道141号牛渡馬場山土浦線（土浦市神立中央1丁目 - かすみがうら市稲吉：約0.4 km）

## 地理

### 通過する自治体
- かすみがうら市 - 土浦市 - かすみがうら市

### 交差する道路
- 国道6号（土浦市下稲吉）
- 茨城県道141号牛渡馬場山土浦線（土浦市神立中央1丁目 - かすみがうら市稲吉）
- 国道354号（土浦市菅谷町）

### 沿線
- 加茂工業団地（かすみがうら市加茂）
- 茨城県立土浦湖北高等学校（土浦市菅野谷町）
- JR神立駅（土浦市神立中央1丁目）